# Кисељак
Кисељак је насељено мјесто у Босни и Херцеговини, у општини Кисељак, које административно припада Федерацији Босне и Херцеговине. Према попису становништва из 2013, у насељу је живјело 3.554 становника.

## Положај
Кисељак се налази у средишњем делу Босне и Херцеговине, на око 38 километара од Сарајева.

## Привреда
Данас се Кисељак интензивно опоравља од последица тек минулог рата. При завршетку су радови на административно-пословном центру, стамбена изградња је убрзана, инфраструктурни објекти се обнављају, санирају, реконструишу. Нове бензинске пумпе, паркинг-простори, продајни објекти, и друго, ново су, лепше лице овога града. Кисељак доживљава експанзију у сваком погледу и тежи да постане, ако не највећи и најразвијенији, а оно свакако један од највећих и најпросперитетнијих центара средње Босне.

## Становништво
|                      | 2013.          | 1991.          | 1981.          | 1971.          | 1961.          |
| Укупно               | 3 554 (100,0%) | 3 412 (100,0%) | 2 861 (100,0%) | 2 118 (100,0%) | 1 671 (100,0%) |
| Хрвати               | 2 853 (80,28%) | 2 063 (60,46%) | 1 800 (62,92%) | 1 268 (59,87%) | 903 (54,04%)   |
| Бошњаци              | 477 (13,42%)   | 703 (20,60%)1  | 476 (16,64%)1  | 433 (20,44%)1  | 51 (3,052%)1   |
| Срби                 | 115 (3,236%)   | 167 (4,894%)   | 179 (6,257%)   | 275 (12,98%)   | 419 (25,07%)   |
| Неизјашњени          | 32 (0,900%)    | –              | –              | –              | –              |
| Босанци              | 20 (0,563%)    | –              | –              | –              | –              |
| Муслимани            | 12 (0,338%)    | –              | –              | –              | –              |
| Роми                 | 11 (0,310%)    | –              | 4 (0,140%)     | –              | –              |
| Црногорци            | 6 (0,169%)     | –              | 32 (1,118%)    | 41 (1,936%)    | 41 (2,454%)    |
| Непознато            | 6 (0,169%)     | –              | –              | –              | –              |
| Албанци              | 5 (0,141%)     | –              | 16 (0,559%)    | 16 (0,755%)    | 6 (0,359%)     |
| Остали               | 5 (0,141%)     | 187 (5,481%)   | 23 (0,804%)    | 23 (1,086%)    | 11 (0,658%)    |
| Босанци и Херцеговци | 4 (0,113%)     | –              | –              | –              | –              |
| Југословени          | 3 (0,084%)     | 292 (8,558%)   | 329 (11,50%)   | 45 (2,125%)    | 227 (13,58%)   |
| Словенци             | 3 (0,084%)     | –              | 1 (0,035%)     | 8 (0,378%)     | 10 (0,598%)    |
| Православци          | 2 (0,056%)     | –              | –              | –              | –              |
| Македонци            | –              | –              | 1 (0,035%)     | 9 (0,425%)     | 3 (0,180%)     |

1. 1 На пописима од 1971. до 1991. Бошњаци су пописивани углавном као Муслимани.

## Култура
У Кисељаку се налази православна црква светог пророка Илије, освећена 31. јула 1938.